# Parc sauvage de la Vieille Thielle
Das Gebiet mit der Bezeichnung Parc sauvage de la Vieille Thielle (deutsch Wildnispark Alte Zihl) ist eine Auenlandschaft am Zihlkanal und ein 1976 ausgewiesenes Naturschutzgebiet im Schweizer Kanton Neuenburg. Es umfasst einen Altlauf der Zihl und angrenzende Feuchtgebiete in der Ebene westlich des Bielersees.

## Lage
Das Schutzgebiet liegt auf 430 m ü. M. in einem ehemaligen Flussbogen der Zihl, die früher in der Ebene am Jurasüdfuss mäandrierend vom Neuenburgersee zum Bielersee floss. Als bei der ersten Juragewässerkorrektion im 19. Jahrhundert der begradigte Zihlkanal zwischen den beiden Seen gebaut wurde, blieb die grosse Flussschlaufe zwischen Cornaux, Cressier und Le Landeron erhalten, war aber durch Absperrdämme vom neuen Kanal getrennt. Sie wurde schon bald «Alte Zihl» (Ancienne Thièle, später Vieille Thièle) genannt. Im so entstandenen Stillgewässer, das einem langgezogenen See glich, sammelte sich das Wasser aus mehreren kleinen Zuflüssen, die ihm teils aus der sumpfigen Ebene und teils von den Jurahängen zuflossen. Einer der grösseren Bäche zur Alten Zihl ist bis heute der Wildbach Mortruz. Durch die Ebene bei der mittelalterlichen Kleinstadt Le Landeron floss das Wasser der Alten Zihl durch den Kanal La petite Thièle zum Bielersee.
Die Flurnamen der heute grösstenteils entwässerten und urbanisierten Feuchtgebiete der Zihlebene erinnern an die frühere Sumpflandschaft: Auf der Fläche in der Schlaufe des Zihl-Altarms mit dem Namen Entre les deux Thielles liegt der Sumpf Marais de Cressier, östlich davon die Flur Grand Marais bei Le Landeron, im Norden der Petit Marais, bei Cressier das Gebiet Les Gouilles (deutsch «die Wasserlöcher»), westlich des Altarms folgt der Marais aux Chevaux, und südlich des Zihlkanals liegt im Kanton Bern das «Grissachmoos».
Mit Entwässerungsgräben und Drainageleitungen wurden weite Gebiete der früheren Feuchtzone entwässert. Für das riesige Firmengelände der Raffinerie Cressier wurde um 1970 der südwestliche Abschnitt des Zihl-Altarms zugeschüttet. Der Kanal Petite Thielle zum Bielersee verschwand, als der Kanton Neuenburg den Sperrdamm am unteren Ende des Altarms entfernen liess, um den Wasseraustausch mit dem Zihlkanal wiederherzustellen und die Wasserbiotope zu verbinden.
Im Park befindet sich eine neolithisch-römische Fundstelle von nationaler Bedeutung.

## Flora und Fauna

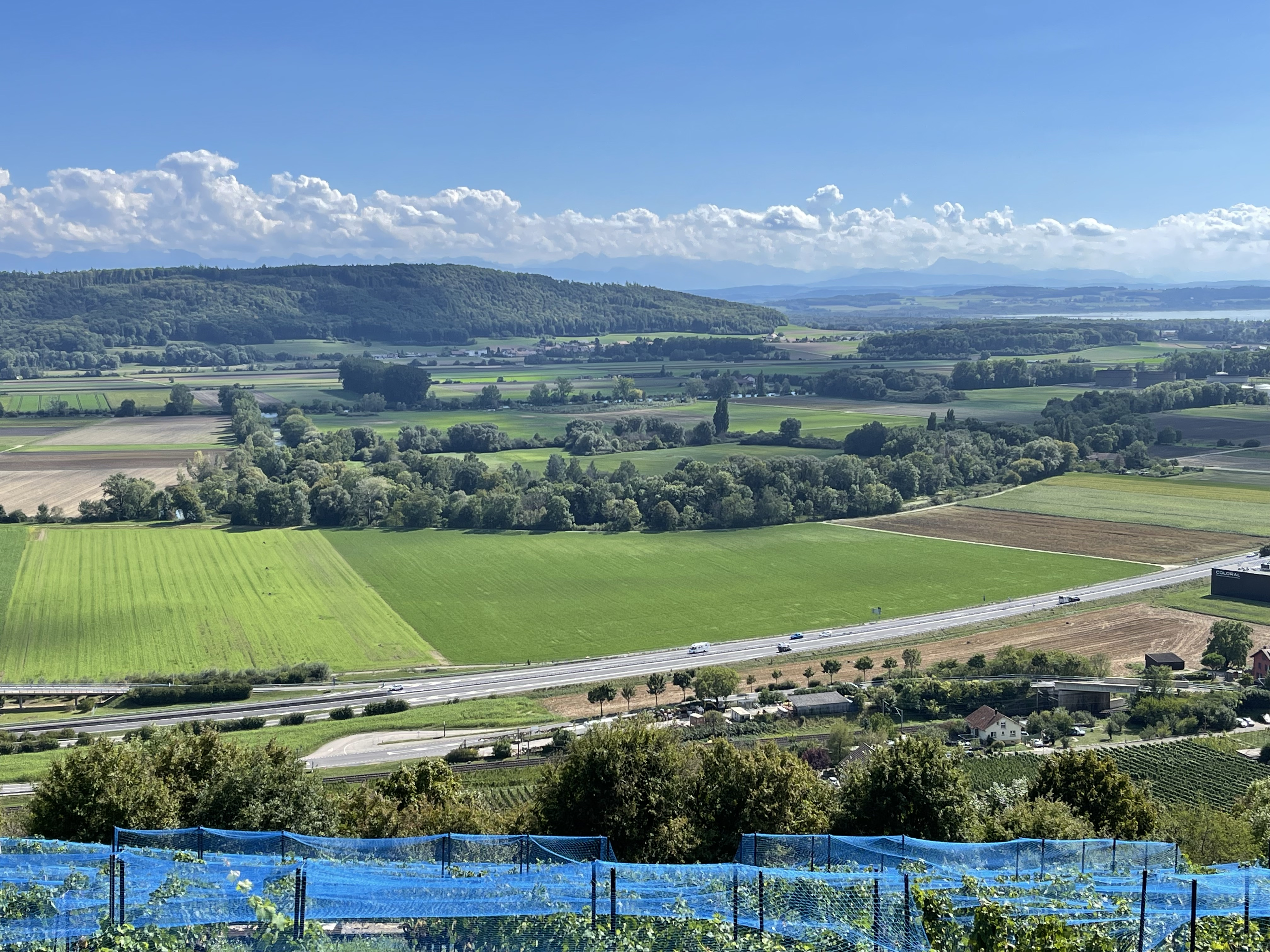
Zihlebene mit dem Schutzgebiet

Im 1976 durch Beschluss des Neuenburger Staatsrats geschaffenen und 2005 vergrösserten Naturreservat gibt es verschiedene Zonen mit besonderen Biotopen. Um 2010 liess der Kanton einige Feuchtgebiete wiederherstellen und ein neues, mit dem Zihlkanal verbundenes Fliessgewässer ausheben, wodurch sich das Sumpfbiotop regenerieren kann. In den folgenden Jahren wurden in der Zone am frischen Schutzgebietkanal viele neue Pflanzenarten registriert; einige davon siedelten sich als typische Vertreter der Pioniervegetation auf dem offenen Boden der Kanalbaustelle an, andere keimten offensichtlich aus Samen, die in den Torfböden unter dem ehemaligen Ackerland lange überdauert hatten. 23 Pflanzenarten sind in der Roten Liste aufgeführt. Besonders erwähnenswert sind der Lanzettblättrige Froschlöffel (Alisma lanceolatum),  das Sumpf-Schaumkraut (Cardamine dentata), das Braune Zypergras (Cyperus fuscus), die Scheinzypergras-Segge (Carex pseudocyperus) die Sumpfbinse Eleocharis mamillata, das Gewöhnliche Zwerg-Laichkraut (Potamogeton pusillus), der Gift-Hahnenfuß (Ranunculus scleratus) und der Rötliche Wasser-Ehrenpreis (Veronica catenata).
Die Riedwiesen und das übrige offene Weideland, das früher einem intensiven Ackerbau zur Verfügung stand, wird nur noch extensiv beweidet und so vor der Verbuschung bewahrt. Die Bewirtschafter lassen in den feuchten Flächen unter anderem Schottische Hochlandrinder grasen.
In den 1960er Jahren wurden an der Alten Zihl Biber ausgesetzt, die vor anderthalb Jahrhunderten im Schweizer Mittelland ausgestorben waren. In den Gewässern an der Zihl  kommt auch die Europäische Sumpfschildkröte vor. In den Baum- und Gebüschgruppen und der Sumpflandschaft leben viele Vogelarten. Unter anderem hält sich der Kiebitz, ein Zugvogel, in den Hauptflugzeiten auch an der Alten Zihl auf. An den Gewässern und im revitalisierten Feuchtgebiet sind 27 Libellenarten nachgewiesen.

## Schutzziel
Für das Naturreservat sind in den diesbezüglichen Dekreten der Kantonsregierung mehrere Schutzziele aufgeführt:
- Erhaltung und Revitalisierung der Naturlandschaft
- Förderung der Biodiversität
- Extensivierung der landwirtschaftlichen Nutzung
- Information der Öffentlichkeit